# Murcia perfecta
Murcia perfecta är en kvalsterart som först beskrevs av Banks 1896.  Murcia perfecta ingår i släktet Murcia och familjen Ceratozetidae. Inga underarter finns listade i Catalogue of Life.